# امجدل (ولاية المسيلة)
مجدل بلدية تابعة لدائرة مجدل بولاية المسيلة. بلغ عدد سكانها حوالي 21058 نسمة وفقًا لإحصائيات سنة 2008.